# Brightkite
Brightkite was een sociaalnetwerksite waar gebruikers op verschillende plaatsen konden "inchecken" met behulp van sms of een van de mobiele applicaties en konden zien wie er in de buurt was en wie er al geweest was. De dienst werd opgericht in 2007 door Brady Becker, Martin May en Alan Seideman, die eerder de sms-notificatiedienst Loopnote had opgericht. In april 2009 werd Brightkite overgenomen door het mobiele sociale netwerk Limbo.
Eind december 2011 waren alle Brightkiteapps uit de appstores verwijderd en was de Brightkite-website vervangen door een bericht waarin stond: "Dit is geen vaarwel... we stappen gewoon over naar iets beters".
In april 2012 leek de website van Brightkite niet meer in werking te zijn.

## Overzicht
Brightkite stelde geregistreerde gebruikers in staat zich te verbinden met hun vrienden maar ook met nieuwe mensen op basis van de plaatsen die ze bezochten. Zodra een gebruiker op een bepaalde plaats had "ingecheckt", konden zij notities en foto's versturen naar een locatie en andere gebruikers konden reageren op deze berichten.
Brightkite is niet langer beschikbaar.
Brightkite had toepassingen voor Android, iOS (iPhone), en Symbian.

## Androidapp
De Brightkite Androidapp gebruikte het GPS-systeem van de telefoon om de gebruiker te lokaliseren en bood veel dezelfde mogelijkheden als de iPhoneapp. Belangrijke toevoegingen waren mapping (het in kaart brengen) en achtergrondmeldingen.

## iPhone app
De Brightkite iPhoneapp gebruikte geolocatiefuncties van de iPhone om de gebruiker automatisch te lokaliseren. Vanuit de app kon een gebruiker inchecken, een notitie of foto posten, berichten versturen, zijn vriend en nabijgelegen streams opzoeken en toegang krijgen tot hun accountinstellingen.

## Brightkite Wall
De Brightkite Wall was een visualisatietool dat realtime-updates gebruikte van een plaats, gebruiker of trefwoord.
Gebruikers hadden ook de optie om posts van Twitter, die een specifieke hashtag bevatte, weer te geven.
Het kunstmuseum Mattress Factory gebruikte de Brightkite Wall in de museumlobby als een manier om met bezoekers te communiceren.

## Gerelateerde toepassingen
Brightkite had een publieke API beschikbaar om websites en applicaties te maken als uitbreiding van de officiële website.
Oscar Mayer gebruikte Brightkite om zijn Wienermobiles te traceren doorheen het land op zijn Hotdogger Blog.